# Naum Kleiman
Naum Kleiman (în rusă Наум Ихильевич Клейман; n. 1 decembrie 1937, Chișinău, România) este un istoric, publicist și curator de film sovietic și rus. Kleiman a fost cofondator și, din 1967 până în 1985, șeful arhivei de film sovietic „Serghei Eisenstein”. Până în vara anului 2014, a condus „Muzeul filmului” din Moscova, pe care l-a cofondat în 1989.
Este Artist de onoare al Federației Ruse (1998). 

## Biografie
S-a născut la Chișinău, în perioada României interbelice. Părinții săi proveneau din Bolgrad și din colonia agricolă evreiască Romanovka (tatăl). În timpul celui de-al Doilea Război Mondial, a fost evacuat împreună cu mama și bunica sa la Andijan (tatăl său era pe front), iar în 1946 întreaga familie s-a întors la Chișinău. În 1949, împreună cu părinții săi, a fost deportat în Siberia, mai întâi la muncă forțată în taiga, apoi la Gurievsk. Bunicul său, Mendel Kleiman (1880-1943), a fost deportat odată cu primul val de deportări în 1941 și a murit în lagăr doi ani mai târziu. În 1955, familiei i s-a permis să revină.
A studiat istoria filmului la Moscova din 1961 și, ulterior, a devenit specialist în opera cunoscutului regizor sovietic Serghei Eisenstein. A fondat Arhiva „Serghei Eistenstein”, pe care în cele din urmă a condus-o între 1967 și 1985. De-a lungul vieții a publicat numeroase publicații despre opera lui Eisenstein, inclusiv filmul documentar „Casa Maestrului”.
În 1989 a fondat cinemateca „Muzeul filmului” (Музей кино) la Moscova și a preluat conducerea acesteia în 1992. În anii de după destrămarea Uniunii Sovietice, „Muzeul filmului” a sprijinit în principal tinerii cineaști în dezvoltarea lor profesională și a contribuit astfel la dezvoltarea în continuare a cinematografiei rusești. Astăzi, colecția „Muzeul filmului” din Moscova include aproximativ 150.000 de obiecte.
În vara anului 2014, ministrul rus al culturii, Vladimir Medinski, l-a destituit pe Kleiman în funcția de director al „Muzeului filmului” și a numit-o în locul său jurnalistă de film Larissa Solonicina. Angajații lui Kleiman și-au dat demisia colectivă ca protest la această acțiune.